# JG 서밋 홀딩스
JG 서밋 홀딩스(영어: JG Summit Holdings, Inc.)은 필리핀의 기업이다.